# 破産 (アルバム)
『破産』（はさん）は、日本のシンガーソングライターである遠藤ミチロウの4枚目のアルバム。
1986年5月21日にキングレコードより、『オデッセイ・1985・SEX』（1985年）に続くグロテスク・ニュー・ポップ (G.N.P.) の第二弾として、およそ9か月ぶりにリリースされた作品。作詞は全曲遠藤が担当しており、作曲は遠藤と参加ミュージシャンによる共作となっている。
本作以前にアルバムとして『ベトナム伝説』（1984年）、『オデッセイ・1985・SEX』をリリースしているが、『ベトナム伝説』は初出がカセットブックであったこと、『オデッセイ・1985・SEX』はMichiro, Get the Help!名義であったことから、初のソロ・LPとしてリリースされた。
参加ミュージシャンには前作から引き続き下山淳（ギター）が参加している他、FENCE OF DEFENSEの西村麻聡（ベース）、ナイーヴ・ナーヴァスこと木村守（ドラムス）が参加しており、ゲイノー・ブラザーズという名義で活動していた。ゲイノー・ブラザースの名前の由来は、当時人気を誇っていたファミリーコンピュータ用ソフト『スーパーマリオブラザーズ』（1985年）から引用している。

## 背景、録音
1986年に入り、遠藤は次作のレコーディングに着手する。1月15日にはカセットブックとしてリリースされていた『ベトナム伝説』（1984年）がLPとして再リリースされた。2月21日には渋谷ビレッジ'80にて開催されたイベント「PARCO SUPER SCHOOL」にて蜷川幸雄との対談が行われた。また、アルバムリリースに先行する形で4月3日に行われた名古屋ハートランドの公演より遠藤ミチロウ&ゲイノーブラザーズの名義で「G.N.P. TOUR 1」と銘打った9都市全9公演におよぶライブツアーを実施した。
1986年初頭より本作のレコーディングが開始、ビクタースタジオ、スマイルガレージスタジオ、サンライズスタジオ、スターシップスタジオと多岐に亘ってレコーディングされた。レコーディングには前作から引き続きルースターズの下山淳（ギター）が参加している他、FENCE OF DEFENSEの西村麻聡（ベース）が新たに参加、さらにナイーヴ・ナーヴァスの名義で木村守（ドラムス）が参加している。本作は遠藤のソロ名義であるが、「ゲイノー・ブラザーズ」という名義を使用しており、実質的には遠藤と下山のユニットのような形で制作されている。

## リリース、チャート成績、音楽性
本作は1986年5月21日にキングレコードより、LP、CTの2形態でリリースされた。6月5日にはCDとしてリリースされている。本作はオリコンアルバムチャートにて最高位第55位の登場週数4回で売り上げ枚数は0.5万枚となった。1991年2月5日にはCD盤のみ再リリースされ、2008年12月8日にはSHM-CDとしていぬん堂より再リリースされた。
2008年盤のライナーノーツにていぬん堂は、収録曲の「Pop Revolution」に関しては映画『ブレードランナー』（1982年）の影響によるサイバーパンク的描写とアルバム『Fish Inn』（1984年）から継続されている「ドロドロ路線」と表現し、「桃色幻想」に関してはハード・ロック、プログレッシブ・ロック的な展開であると表現した。芸術総合誌『ユリイカ9月臨時増刊号 総特集*遠藤ミチロウ1950-2019』においてライターの行川和彦は、1曲目「ゲイノー・ブラザーズ」は「ニュー・ウェイヴの感触でコーティングされたグラム・ロックのグルーヴが躍動するオープニング・ナンバー」と表現し英題が「GAY NO BROTHERS」である事も「粋なユーモア・センス」と指摘した。3曲目「ブレード・ランナー」は同名映画を彷彿させ「近未来ブルース」と呼びたい曲とした。7曲目「Pop Revolution」は、アルバム『Fish Inn』（1984年）収録の曲「Fish Inn」のアップデートナンバーに聴こえるとし、「タイトルどおりの至福のポップ」であると主張した。その他、アルバム全体がサイバーパンクの世界観を思わせると指摘し、ファンクのビート感やクールなグルーヴ感を感じさせると総括した他、かつてデヴィッド・ボウイの写真撮影を手掛けた写真家の鋤田正義が参加している事もあり、変容していく遠藤の音楽性に関してボウイのようでもあると主張した。

## ツアー
本作リリース前に「G.N.P. TOUR 1」と題した9都市9公演におよぶライブツアーを実施した。当時のライブでは「遠藤ミチロウ & ゲイノー・ブラザーズ」と名乗り、下山淳に加え、元アクシデンツの宮本秀二（ドラムス）、4月3日から4月10日までの期間は当時CLANに所属していた下山の実弟である下山章（ベース）、それ以降は元ザ・ロッカーズの穴井仁吉（ベース）が参加していた。遠藤のステージ衣装はMichiro, Get the help!より引き継ぐ形で着物に革パンという出で立ちであった。本作リリース前日である5月20日には、「NINAGAWA STUDIO」との共演で「オデッセイ・1986・破産」と題された舞台が行われ、遠藤はソロの曲をカラオケで歌唱した。その後、5月26日の大阪近鉄劇場小ホールの公演より、「G.N.P. TOUR 2 HYSTERIC TO EDEN」と題した9都市9公演におよぶライブツアーを実施した。5月30日に新宿ロフトで開催された「G.N.P. NIGHT」では二部制となっており、第二部の「ザ・スターリン・ショー」では漫画誌『ヤングマガジン』誌上にて行われた「G.N.P.レーベル新人オーディション」にてグランプリを獲得した「TELL」と共演し、ザ・スターリン時代の曲を演奏した。
8月10日にはスポーツランドSUGOにて開催されたイベントライブ「ロックンロールオリンピック'86」に参加し、「ゲイノー・ブラザーズ」として「The Stalin」（アルバム『THE END』収録）を演奏している模様がNHK総合にて放送された。しかしゲイノー・ブラザーズの活動は短命に終わり、9月13日の日比谷野外音楽堂でのライブイベント「DOORS ARE OPEN」にシークレットゲストとして出演したのが最後となった。同年11月より、遠藤は「ファンク・フォーク・サウンド」と称してVoice&Rhythmとの共演ライブを重ねるようになり、遠藤のソロ曲以外にもジョニー吉長の「4月のサンタクロース」のカバーや同バンド用に書き下ろした曲なども演奏しており、レコーディングも企画されたが実現しなかった。その後遠藤は新たなバンドの結成を周囲の公言し、メンバー募集を開始する事となった。

## 批評
| 専門評論家によるレビュー | 専門評論家によるレビュー |
| レビュー・スコア         | レビュー・スコア         |
| 出典                     | 評価                     |
| ------------------------ | ------------------------ |
| CDジャーナル             | 肯定的                   |
| レコード・コレクターズ   | 肯定的                   |
| ユリイカ（行川和彦）     | 肯定的                   |

本作の音楽性に関して批評家たちからは概ね肯定的な意見が出されており、音楽情報サイト『CDジャーナル』では、前作『オデッセイ・1985・SEX』と比較した上で「特に新しいことはない」と指摘しているが、「より明解で、ポップさが増してきた」と音楽性に関して肯定的に評価、音楽誌『レコード・コレクターズ』では、前作『オデッセイ・1985・SEX』と比較した上で、「ポップかつファンキーなサウンドをもっとタイトに凝縮している」と音楽性の緻密さを肯定的に評価し、収録曲「Pop Revolution」に関してはザ・スターリンのアルバム『Fish Inn』からの流れであると指摘した上で「粘っこいヴォーカルでありつつ、突き抜けていて開放感のある佳曲」と肯定的に評価、芸術総合誌『ユリイカ9月臨時増刊号 総特集*遠藤ミチロウ1950-2019』においてライターの行川和彦は、遠藤が前作での経験を活かし、「グロテスク・ニュー・ポップ」を洗練させカラフルに完成させた作品であると称賛した。また、参加ミュージシャンが演奏だけでなく作曲面でも大きく貢献している事や適宜挿入される女性コーラスも「華美な味わいに一役買っている」と肯定的に評価した。行川は本作を遠藤史上に刻まれる名盤であると主張し、ゲイノー・ブラザーズとしての活動が短命に終わった事が遺憾であったと述べた。

## 収録曲
全作詞: 遠藤みちろう。
| #         | タイトル                                  | 作詞      | 作曲                               | 編曲                 | 時間 |
| --------- | ----------------------------------------- | --------- | ---------------------------------- | -------------------- | ---- |
| 1.        | 「ゲイノー・ブラザーズ」(GAY NO BROTHERS) |           | 遠藤みちろう、西村麻聡             | 西村麻聡             | 5:19 |
| 2.        | 「桃色幻想」(MOMOIRO GENSO)               |           | 遠藤みちろう、ゲイノー・ブラザーズ | ゲイノー・ブラザーズ | 4:12 |
| 3.        | 「ブレード・ランナー」(BLADE RUNNER)      |           | 遠藤みちろう、ゲイノー・ブラザーズ | ゲイノー・ブラザーズ | 4:02 |
| 4.        | 「Too Too パラダイス」(TOO TOO PARADISE)  |           | 遠藤みちろう、下山淳               | ゲイノー・ブラザーズ | 4:49 |
| 合計時間: | 合計時間:                                 | 合計時間: | 合計時間:                          | 18:22                |      |

| #         | タイトル                               | 作詞      | 作曲                                         | 編曲                 | 時間 |
| --------- | -------------------------------------- | --------- | -------------------------------------------- | -------------------- | ---- |
| 5.        | 「破産」(H・A・S・A・N)                |           | 遠藤みちろう、池田雄治、ゲイノー・ブラザーズ | ゲイノー・ブラザーズ | 6:26 |
| 6.        | 「ウソの虫メガネ」(USO NO MUSHIMEGANE) |           | 遠藤みちろう、下山淳                         | 下山淳               | 5:34 |
| 7.        | 「Pop Revolution」(POP REVOLUTION)     |           | 遠藤みちろう、ゲイノー・ブラザーズ           | ゲイノー・ブラザーズ | 7:09 |
| 合計時間: | 合計時間:                              | 合計時間: | 合計時間:                                    | 19:09                |      |

## スタッフ・クレジット

### 参加ミュージシャン
- 遠藤ミチロウ - ボーカル
- 下山淳 - ギター、シンセサイザー（6曲目）
- 西村麻聡 - ベース、シンセサイザー（1曲目）
- ナイーヴ・ナーヴァス - ドラムス
- 大谷哲範 - キーボード
- アィーヴ - パーカッション
- 丸洋子 - コーラス
- 安江水伊那 - コーラス
- 五十嵐由香 - コーラス
- 錦城薫 - コーラス

### スタッフ
- 森山恭行 - エンジニア
- 木村守 - プロデューサー
- 加藤正文 - プロデューサー
- 鋤田正義 - 写真撮影
- 三宅克徳 - デザイン
- 遠藤ミチロウ - デザイン

## リリース履歴
| No. | 日付          | 規格品番                    | 最高順位 | 備考 | 規格   | レーベル       |
| --- | ------------- | --------------------------- | -------- | ---- | ------ | -------------- |
| 1   | 1986年5月21日 | K28A-742 (LP) K28H-844 (CT) | 55位     |      | LP CT  | キングレコード |
| 2   | 1986年6月5日  | K32X-76                     | -        |      | CD     | キングレコード |
| 3   | 1991年2月5日  | KICS-2089                   | -        |      | CD     | キングレコード |
| 4   | 2008年12月8日 | WC-070                      | -        |      | SHM-CD | いぬん堂       |